# Giải quần vợt Wimbledon 2017 - Đôi nữ xe lăn
Yui Kamiji và Jordanne Whiley ba lần là đương kim vô địch và bảo vệ thành công danh hiệu của họ, đánh bại Marjolein Buis và Diede de Groot ở chung kết, 2-6, 6-3, 6-0.

## Hạt giống
1. Jiske Griffioen /  Aniek van Koot (Griffioen rút lui và đã bị thay thế bởi Dana Mathewson) (Bán kết)
2. Marjolein Buis /  Diede de Groot (Chung kết)

## Kết quả

### Từ viết tắt
| - Q = Vòng loại - WC = Đặc cách - LL = Thua cuộc may mắn - Alt = Thay thế - SE = Miễn đặc biệt | - PR = Bảo toàn thứ hạng - w/o = Thắng nhờ đối thủ rút lui trước trận đấu - r = Bỏ cuộc giữa trận đấu - d = Bị xử thua - SR = Xếp hạng đặc biệt |

### Chung kết
|  | Bán kết | Bán kết                       | Bán kết | Bán kết                       | Bán kết |                            |   | Chung kết | Chung kết | Chung kết | Chung kết | Chung kết |  |
|  |         |                               |         |                               |         |                            |   |           |           |           |           |           |  |
|  | Alt     | Dana Mathewson Aniek van Koot | 4       | 4                             |         |                            |   |           |           |           |           |           |  |
|  | Alt     | Dana Mathewson Aniek van Koot | 4       | 4                             |         |                            |   |           |           |           |           |           |  |
|  |         | Yui Kamiji Jordanne Whiley    | 6       | 6                             |         |                            |   |           |           |           |           |           |  |
|  |         | Yui Kamiji Jordanne Whiley    | 6       | 6                             |         | Yui Kamiji Jordanne Whiley | 2 | 6         | 6         |           |           |           |  |
|  |         |                               |         |                               |         | Yui Kamiji Jordanne Whiley | 2 | 6         | 6         |           |           |           |  |
|  |         |                               | 2       | Marjolein Buis Diede de Groot | 6       | 3                          | 0 |           |           |           |           |           |  |
|  |         | Sabine Ellerbrock Lucy Shuker | 2       | Marjolein Buis Diede de Groot | 6       | 3                          | 0 | 4         | 1         |           |           |           |  |
|  |         |                               |         |                               |         |                            |   | 4         | 1         |           |           |           |  |
|  | 2       | Marjolein Buis Diede de Groot | 6       | 6                             |         |                            |   |           |           |           |           |           |  |